# Bukovo
Bukovo je naselje v Občini Cerkno.

## Osebnosti
- Josip Oblak (1883–1956), pravnik[2]
- Fanica Obid (1903–1940), pisateljica, aktivistka[3]
- Franc Hvala (1909–2005), kmet, partizan, kulturni delavec, publicist